# DJ Fede
DJ Fede, pseudonimo di Federico Grazziottin (Torino, 7 dicembre 1974), è un disc jockey e beatmaker italiano.

## Biografia
La sua carriera ha inizio nel 1989, con le prime serate in discoteca come aiuto dj e in radio come fonico.
Fede lavora su più versanti, uno è quello dell'hip hop, a cui si è avvicinato nel 1994: la sua serata "Vibe Session", nata nel 1997, ha ospitato tutti gli esponenti dell'hip hop italiano, tenendo concerti, intrattenimento e dj set, che sono i segreti della longevità del progetto. 
L'altro versante è quello dei "Rare Grooves": Fede è uno dei più accaniti collezionisti di funk, soul e jazz. Migliaia di dischi, lp, 12” e 7”, compongono la sua personale collezione, che ha cominciato a prendere forma nel 1991 con l'avvento dell'acid jazz londinese. Accanto a questi due aspetti della sua movimenta vita, si affiancano le professioni di beatmaker, di fonico radio e di produttore discografico. 
Proprio in questo ambito troviamo le compilation, ora distribuite in tutto il mondo, dedicate al rare grooves: Deep Funk Theory Vol.1 e 2, Incredibile Suond Of Deep Funk Vol.1 e 2, Dj Fede Presents Cosmic Jazz, Vibe Session Vol. 1,2,3 e 4, EBlood R.Evolutionary Hit Vol.1 e 3, Il suono Del Sottosuolo e molte altre; oltre ai suoi primi due album The Beatmaker e Rock the Beatz, ai quali hanno collaborato tra gli altri Tormento, Esa, Mondo Marcio, Primo Brown (Cor Veleno), Guè Pequeno (Club Dogo), Vacca, Amir, Inoki, Bassi Maestro, Master Freez, Giaime, Ghali, Fred De Palma e tanti altri. Dopo arriva la sua ultima creazione Original Flavour: 16 tracce prodotte da Dj Fede e fatte rappare dai migliori mcees in circolazione.
Nel corso degli anni oltre a suonare nella sua città, Torino, ha avuto la possibilità di essere ospitato, grazie anche ad un'eco creato dai suoi progetti discografici, in club di Milano, Roma, Genova, Monaco, Londra e New York, dividendo la consolle con Dj's del calibro di Eddie Piller, Jazzman, Keb Darge, Andy Smith, Snowboy, Partick Forge, Mushroom e tanti altri.
Le sue selezioni rare grooves spaziano dal soul al funk, fino al northern soul e attraversando tutte quelle che sono le buone vibrazioni che la musica black può offrire; mentre quelle hip hop sono prettamente da club, per far ballare e divertire il pubblico. Nel corso degli ultimi dieci anni è stato anche direttore artistico vari club della sua città e della provincia, con i quali ha portato avanti progetti sempre strettamente legati alla musica black.
Milita nella La Suite Records, dove lavora come label manager e responsabile della promozione.
Dal 2015 frequenta le consolle dei più importanti club di Ibiza, tra cui Sankeys, Privilege, Hï e Swag.

## Discografia

### Album in studio
- 2004 – The Beatmaker
- 2006 – Rock the Beatz
- 2008 – Back 2 The Boogie
- 2009 – Original Flavour
- 2010 – Original Underground Flavour
- 2012 – Tutti dentro
- 2013 – Tutti dentro... di nuovo
- 2014 – Beatz & Roll
- 2014 – Fede – Rude Boy Funker
- 2015 – Fede – Funk & Dub
- 2016 – Boom Bap Beatz
- 2017 – The Beatztape 20 Years Of Beatz
- 2017 – Torino/Roma andata e ritorno
- 2017 – Rude Boy Rocker
- 2017 – #Underground Shit
- 2018 – B.O. Best Of
- 2019 – #Underground Shit 2
- 2019 – Product of the 90s
- 2021 – Still from the '90s
- 2022 – Suono sporco
- 2023 – Suono sporco 2

### EP/45 Giri
- 1994 – I'll Be Waiting feat. Robert O. (pubblicato col nome di Luv)
- 1995 – Instrumorgan E.P. (pubblicato col nome di Luv)
- 1995 – Green Bay - Get Ready - Dj Fede Remix
- 2001 – The Beatmaker EP
- 2004 – Handz Up Feat. Master Freez & Esa AKA El Presidente
- 2009 – Torino Violenta (con Cato)
- 2010 – Various - Hi Jack
- 2011 – Disco Re Edits EP
- 2013 – Torino Violenta / Torino Violenta 2 (re-press)
- 2013 – A Change For Peace Feat. Mao e la rivoluzione
- 2014 – Time Bomb Feat. Mr. T-BONE & DJ Tsura / Victor Rice
- 2014 – Lucky Fellow / Ain't No Sunshine Feat. Mao e la rivoluzione & Bunna
- 2016 – Rocker
- 2018 – Resta Ciò Che sei Feat. Esa AKA El Presidente
- 2019 – Le Ultime Occasioni / Parassiti Feat. Primo Brown
- 2020 – Tutti i Giorni / Nasco e Muoio Quà Feat. Gue Pequeno

### Album dal vivo
- 2007 – The Incredible Sound Of Deep Funk - Dj Fede Live @ Live Bar London (UK) 14/01/2007
- 2008 – The Incredible Sound Of Deep Funk Vol.2 - Dj Fede Live @ Botanica NYC(USA) 00/06/2008
- 2010 – The Incredible Sound Of Deep Funk Vol.3 - Dj Fede Live @ Sofà Club (Roma) 00/06/2010
- 2013 – The Incredible Sound Of Deep Funk Vol. 4 – Live @ Chupito, Bellinzona (Swiss)

### Raccolte
- 1998 – DJ Fede Chillout For Jammin' Club
- 2004 – DJ Fede Presents EBlood R.Evolutionary Hits CD Eblood
- 2004 – DJ Fede Presents Vibe Session Vol.1
- 2005 – DJ Fede Presents EBlood R.Evolutionary Hits Vol.3 CD Eblood
- 2006 – DJ Fede Presents Vibe Session Vol.2
- 2006 – DJ Fede Presents Deep Funk Theory Vol.1
- 2006 – Il Suono Del Sottosuolo
- 2006 – La Suite Records The Collection
- 2007 – DJ Fede Presents Deep Funk Theory Vol.2
- 2007 – DJ Fede Presents Vibe Session Vol.3
- 2008 – DJ Fede Presents Cosmic Jazz Vo.1
- 2008 – DJ Fede Presents Vibe Session Vol.4
- 2009 – DJ Fede Presents Cosmic Jazz Vo.2
- 2009 – DJ Fede Presents Vibe Session Vol.5
- 2009 – DJ Fede Presents Different Strokes
- 2010 – DJ Fede Presents Cosmic Jazz Vol.3
- 2010 – DJ Fede Presents Deep Funk Theory Vol.3
- 2010 – DJ Fede Presents Different Strokes Vol.2
- 2010 – Italian Hip-Hop History X selected by Dj Fede
- 2011 – DJ Fede Presents Everybody Loves The Disco Boogie: Disco Re Edits
- 2015 – Dj Fede - Anniversary Celebrate the career 1990-2015
- 2015 – Dj Fede live @ Vista Club/Privilege, Ibiza
- 2015 – Dj Fede - The story of Acid House @ Shooters, Ibiza
- 2016 – Dj Fede - Sleeplees Selection @ Shooters, Ibiza
- 2016 – Dj Fede live @ Privilege, Ibiza
- 2017 – Dj Fede - Funk & Dub - live In London @ Horse & Groom
- 2017 – Dj Fede Ibiza Summer 2017
- 2018 – Dj Fede Ibiza Summer 2018
- 2019 – Dj Fede Ibiza Summer 2019
- 2020 – Coolture Cafè Ibiza Presents Sleeplees Selection mixed by Dj Fede